# Bogdan de Barbaro
Bogdan Jerzy de Barbaro (ur. 7 września 1949) – polski lekarz psychiatra i terapeuta, profesor nauk medycznych, profesor zwyczajny Uniwersytetu Jagiellońskiego, członek rady naukowej Centrum Ochrony Dziecka.

## Życiorys
W 1973 ukończył studia na Wydziale Lekarskim Akademii Medycznej w Warszawie. W 1993 uzyskał w Wydziale Lekarskim Collegium Medicum Uniwersytetu Jagiellońskiego stopień naukowy doktora habilitowanego nauk medycznych w zakresie medycyny na podstawie dorobku naukowego oraz rozprawy pt. Brzemię rodziny w schizofrenii. Próba ujęcia systemowego. Tytuł profesora nauk medycznych otrzymał w 2007.
Został kierownikiem Zakładu Terapii Rodzin Katedry Psychiatrii Collegium Medicum Uniwersytetu Jagiellońskiego i profesorem zwyczajnym tej uczelni. Uzyskał certyfikat psychoterapeuty i superwizora Sekcji Naukowej Psychoterapii Polskiego Towarzystwa Psychiatrycznego.

## Członkostwo w korporacjach naukowych
- Polska Akademia Umiejętności, Międzywydziałowe Komisje Interdyscyplinarne; Komisja Etyki w Nauce
- Polskie Towarzystwo Psychiatryczne (były członek zarządu)[4]

## Wybrane publikacje
- Postmodernistyczne inspiracje w psychoterapii (współautor: Szymon Chrząstowski, 2011)
- Cud w medycynie: na granicy życia i śmierci: opowieści lekarzy (współautor, 2010)
- Między konfesjonałem a kozetką (współautor, 2010)
- Możesz pomóc: poradnik dla rodzin pacjentów chorych na schizofrenię i zaburzenia schizotypowe (współautor, 2005)
- Terapia rodzin a perspektywa feministyczna (współred., 2004)
- Pacjent w swojej rodzinie (1997)
- Konteksty psychiatrii (red., 2014)[5][6]

## Wyróżnienia
- Medal „Dziękujemy za Wolność” przyznany przez Stowarzyszenie Sieć Solidarności (2019)[7][8]